# Теорема Фробениуса
Теоре́ма Фробе́ниуса — одна из теорем общей алгебры. Теорема утверждает, что при некоторых естественных предположениях (конечномерность, см. ниже) всякое тело (в частности, поле), расширяющее поле вещественных чисел {\displaystyle \mathbb {R} }:
- либо изоморфно исходному полю {\displaystyle \mathbb {R} };
- либо изоморфно полю комплексных чисел {\displaystyle \mathbb {C} };
- либо изоморфно телу кватернионов {\displaystyle \mathbb {H} }.

Иными словами, невозможно задать 4 арифметических действия над столбцами (любой высоты, большей 1) из вещественных чисел так, чтобы они удовлетворяли обычным требованиям ассоциативности, коммутативности, обратимости и билинейности, то есть аксиомам поля, и единственным исключением из этого запрета являются комплексные числа — столбцы из двух вещественных чисел.
В случае же ослабления требований путём отказа от коммутативности умножения мы получаем ещё одно исключение, которым являются кватернионы (столбцы из четырёх вещественных чисел).
Поскольку словом «число» обычно называют элемент поля (или хотя бы тела), частным случаем теоремы является тот факт, что трехмерных чисел не бывает, как не бывает и пяти- или же более -мерных.
8-мерные октонионы Кэли исключением из теоремы не являются, поскольку умножение для них не ассоциативно.
Эта теорема была доказана Ф. Г. Фробениусом в 1877 году.

## Формулировка
Пусть {\displaystyle \mathbb {L} } — тело, содержащее в качестве подтела тело {\displaystyle \mathbb {R} } вещественных чисел, причём  выполняются два условия:
- любой элемент {\displaystyle x\in \mathbb {L} } коммутирует по умножению с вещественными числами: {\displaystyle xa=ax}, {\displaystyle a\in \mathbb {R} };
- {\displaystyle \mathbb {L} } является конечномерным векторным пространством над полем {\displaystyle \mathbb {R} }.

Другими словами, {\displaystyle \mathbb {L} } является конечномерной алгеброй с делением над полем вещественных чисел.
Теорема Фробениуса утверждает, что всякое такое тело {\displaystyle \mathbb {L} }:
- либо изоморфно полю {\displaystyle \mathbb {R} } вещественных чисел,
- либо изоморфно полю {\displaystyle \mathbb {C} } комплексных чисел,
- либо изоморфно телу {\displaystyle \mathbb {H} } кватернионов.

Отметим, что теорема Фробениуса относится только к конечномерным расширениям {\displaystyle \mathbb {R} }. Например, она не охватывает поле гипервещественных чисел нестандартного анализа, которое тоже является расширением {\displaystyle \mathbb {R} }, но не конечномерным. Другой пример — алгебра рациональных функций.

## Следствия и замечания
- Эта теорема тесно связана с теоремой Гурвица о нормированных вещественных алгебрах. Нормированные алгебры с делением — только {\displaystyle \mathbb {R} ,\mathbb {C} ,\mathbb {H} } и (неассоциативная) алгебра чисел Кэли.
- При расширении системы комплексных чисел мы неизбежно теряем какие-либо арифметические свойства: коммутативность (кватернионы), ассоциативность (алгебра Кэли) и т. п.
- Не существует аналога системы кватернионов с двумя (а не тремя) мнимыми единицами.
- Поля {\displaystyle \mathbb {R} } и {\displaystyle \mathbb {C} } являются единственными конечномерными вещественными ассоциативными и коммутативными алгебрами без делителей нуля.
- Тело кватернионов {\displaystyle \mathbb {H} } является единственной конечномерной вещественной ассоциативной, но некоммутативной алгеброй без делителей нуля.
- Алгебра Кэли является единственной конечномерной вещественной альтернативной неассоциативной алгеброй без делителей нуля.

Три последних утверждения образуют так называемую обобщённую теорему Фробениуса.

## Алгебры с делением над полем комплексных чисел
Алгебра размерности n над  полем {\displaystyle \mathbb {C} } комплексных чисел является алгеброй размерности 2n  над {\displaystyle \mathbb {R} }.  Тело кватернионов {\displaystyle \mathbb {H} } не является алгеброй над полем {\displaystyle \mathbb {C} }, так как  центром {\displaystyle \mathbb {H} } является одномерное вещественное пространство. Поэтому единственной конечномерной алгеброй с делением над {\displaystyle \mathbb {C} } является алгебра {\displaystyle \mathbb {C} }.

## Гипотеза Фробениуса
В теореме есть условие ассоциативности. Что будет, если отказаться от этого условия? Гипотеза Фробениуса утверждает, что и без условия ассоциативности
при n, отличном от 1, 2, 4, 8, в вещественном линейном пространстве Rn нельзя определить структуру алгебры с делением. Гипотеза Фробениуса доказана в 60-х гг. XX века.
Если при n>1 в пространстве Rn определено билинейное умножение без делителей нуля, то на сфере Sn-1 существует n-1 линейно независимых векторных полей. Из результатов, полученных  Адамсом о количестве векторных полей на сфере, следует, что это возможно только для сфер S1, S3, S7. Это доказывает гипотезу Фробениуса.